# Деца под дудом (слика)
Деца под дудом је ремек-дело српског сликара реализма Уроша Предића. Насликано је 1887. године, техником уљe на платну. Слика је у приватном власништву.

## Историја
Урош Предић један је од најважнијих сликара српског реализма. Спада међу малобројне српске сликаре који су са пуно љубави и поштовања сликали децу. Бавећи се њима овековечио је различите сцене из свакодневног живота најмлађих. Предић је оплеменио и уздигао на виши ниво управо дечје портретно сликарство.
Код Предића се склоност ка реалистичком жанру испољила још у гимназијским данима, да би свој зрео облик попримио по завршетку сликарских студија на Академији ликовних уметности у Бечу. Урош Предић је управо сликом детета, познатом „Надуреном девојчицом“ из 1879. године (сада изложеној у Галерији Матице српске у Новом Саду), добио престижну Гундлову награду Бечке академије за најбољи студентски рад у техници уља на платну. Зато и не чуди што баш њега Јован Јовановић Змај одабрао да илуструје часопис „Невен”.
Овакве теме и мотиви заокупирали су Предићеву пажњу у једном временски периоду. Ако се изузму „Весела браћа”  и „Сироче”, већина таквих слика није била велика по формату. Два дела из тог репертоара „Биће белаја” и његов пандан „Мали библиотекар”, откупио је лично краљ Милан Обреновић, али њихова судбина данас је непозанта, као и судбина слике „Око бунара” коју је откупио солунски банкар Алатини. Зна се да су у власништву наследника породице налази слика „Мали филозоф”. Мања верзија ове слике је у Народном музеју, и налазе се на сталној поставци српског сликарства 19. века. Међу његовим сликама које се чувају у Народном музеју у Београду из дечијег жанра су и чувено „Сироче”, „Вредне ручице” и „Дете пред излогом”.
Још једна слика из дечијег жанра је позната али ретко виђена. Слика „Деца под дудом” настала је 1887. године на породичном имању породице Предић у Томашевцу. Слика се налази у приватном власништву и излагана је до сада само четири пута.
Први пут на првој самосталној изложби Уроша Предића у Грађанској касини 1888. године у Београду. Други пут на великој Светској изложби у Паризу 1889. године у склопу павиљона Краљевине Србије, под називом Sous le műrier. Трећи пут на заједничкој изложби Уроша Предића и Паје Јовановића у Народном музеју 1949. године. Након паузе од седамдесет година ово ремек-дело српског реалистичког сликарства 19. века је изложено пред публиком четврти пут, поново у Народном музеју у Београду. Предићева слика на Предићевом штафелају изложена је пред публиком од 20. децембра 2019. године до 12. јануара 2020. године.

## Опис слике
Главни лик слике је дрво дуд, у сеоском дворишту у Орловату или Томашевцу, око кога су се окупила деца. Лето је,  и зреле дудиње попадале су по земљи. Сеоска деца, у друштву са прасцима и гускама, једу их не дижући главу. Један дечак помаже другом да се попне уз дрво, док га у крошњи чека трећи дечак. Гост или рођак из града, прстом показује које гране треба протрести. Други дечак у варошком оделу окренут је леђима и посматра шта се догађа. Само најмлађе дете, у белој хаљиници са шеширићем, је приметило да их неко посматра, укипило се  и нетремице гледа право у очи посматрача сликара.
Иако је у суштини анегдотског карактера, она слика садржи и крајње озбиљну социјалну и психолошку анализу деце, како оне са села тако и оне из града. Њен квалитет огледа се у зналачкој сликарској обради, где су и најситнији детаљи верно дати.